# Galidictis grandidieri
La mangosta de Grandidier o mangosta rayada grande (Galidictis grandidieri) es un mamífero carnívoro perteneciente a la familia Eupleridae, endémico en la isla de Madagascar. La especie fue denominada en honor al explorador y naturalista francés Alfred Grandidier.

## Descripción
Tiene un peso que fluctúa entre los 500 a 600 g, su pelo es de color marrón claro o grisáceo, con franjas obscuras a lo largo del dorso y los flancos. La mangosta de Grandidier es más grande que la mangosta de franjas anchas (Galidictis fasciata).

## Distribución y hábitat
Vive al suroccidente de Madagascar, en los matorrales espinosos.

## Biología
Es un animal de nocturno, vive en parejas que procrean una cría al año durante la temporada seca.
Se alimentan principalmente de vertebrados pequeños como roedores y lagartijas, aunque también puede alimentarse de invertebrados.

## Conservación
En 2008 la especie fue clasificada en la Lista Roja de la IUCN como en peligro de extinción (Endangered (EN)).